# DEMOS
DEMOS (ros. ДЕМОС – Диалоговая Единая Мобильная Операционная Система, Dialogowaja Jedinaja Mobilnaja Operacjonnaja Sistema - Zunifikowany Mobilny Dialogowy System Operacyjny) – uniksopodobny system operacyjny z rodziny BSD rozwijany w Związku Radzieckim.
Prace nad nim rozpoczęte zostały w Instytucie im. Kurczatowa w Moskwie w roku 1982. Początkowo działał na komputerze SM-4 (klon PDP-11/40). Później został przeniesiony na komputery Elektronika-1082, BESM, ES EVM (klony VAX-11) oraz szereg innych platform, m.in. PC/XT i Motorola 68020.
Programiści zaangażowani w projekt podłączyli ZSRR do Internetu w 1990 oraz tworzyli system kodowania rosyjskiego alfabetu KOI8-R w 1993 roku. Niektórzy z autorów systemu (Andriej "ache" Czernow) pracowali później nad FreeBSD, również systemem z rodziny BSD.